# Damsdorf
Damsdorf est une commune allemande de l'arrondissement de Segeberg, dans le Land de Schleswig-Holstein.

## Géographie
Damsdorf se situe sur le Stocksee, à environ 22 km à l'est de Neumünster.
À l'ouest passe la Bundesautobahn 21 entre Bad Segeberg et Kiel, et au nord la Bundesstraße 430 entre Neumünster et Plön.
Une partie de son territoire fait partie du parc naturel de Suisse holsteinoise. Une grande partie est exploitée pour le gravier.

## Histoire
Damsdorf est mentionné au XIVe siècle. Un moulin à vent pour moudre et le gruau est détruit par un incendie en 1941.

## Source, notes et références
- (de) Cet article est partiellement ou en totalité issu de l’article de Wikipédia en allemand intitulé « Damsdorf » (voir la liste des auteurs).